# قاضی طباطبایی
قاضی طباطبایی می‌تواند به افراد زیر اشاره داشته باشد:
- سید محمدعلی قاضی طباطبایی
- سید علی قاضی
- حسن قاضی طباطبایی